# کریستا شرودر
کریستا شرودر (آلمانی: Christa Schroeder) یکی از منشی‌های شخصی آدولف هیتلر، قبل و در جریان جنگ جهانی دوم بود.محل زندگی وی در این زمان بیشتر در آشیانه گرگ بود.وی پس از آن در ژانویه ۱۹۴۵ به فورربونکر فرستاده شد و تا آوریل ۱۹۴۵ در آنجا اقامت داشت.
وی در می ۱۹۴۵ دستگیر و سه سال بعد آزاد شد.